# Vyškovské pivo
Vyškovské pivo je značka českého piva, které se vyrábí v pivovaru Vyškov ve Vyškově.

## Druhy piva značky Vyškovské pivo

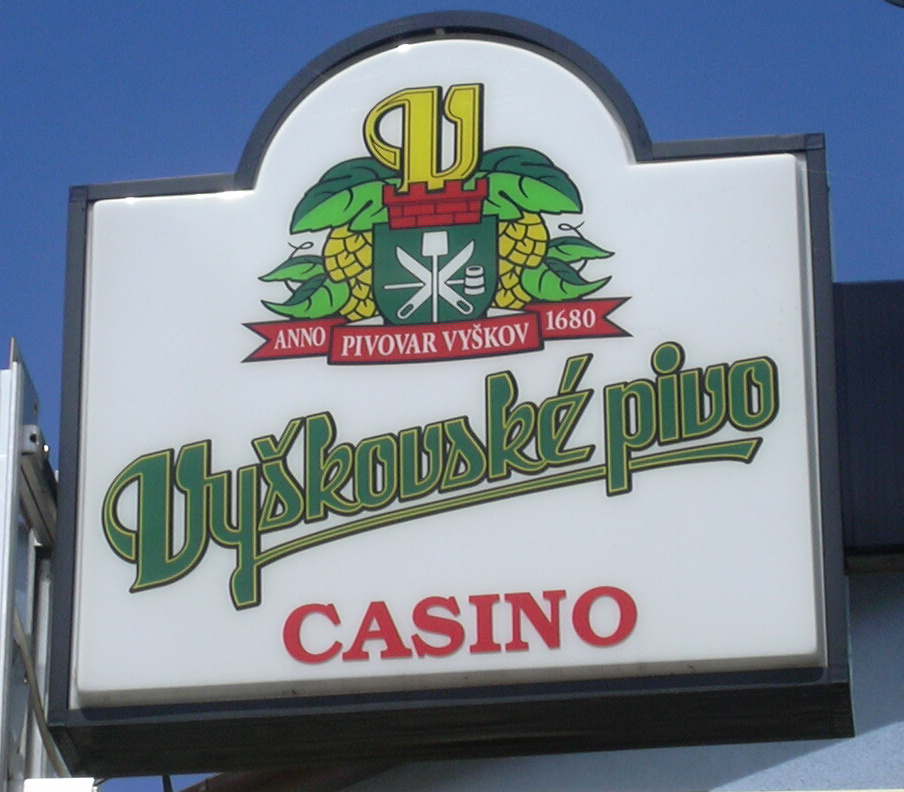
Logo

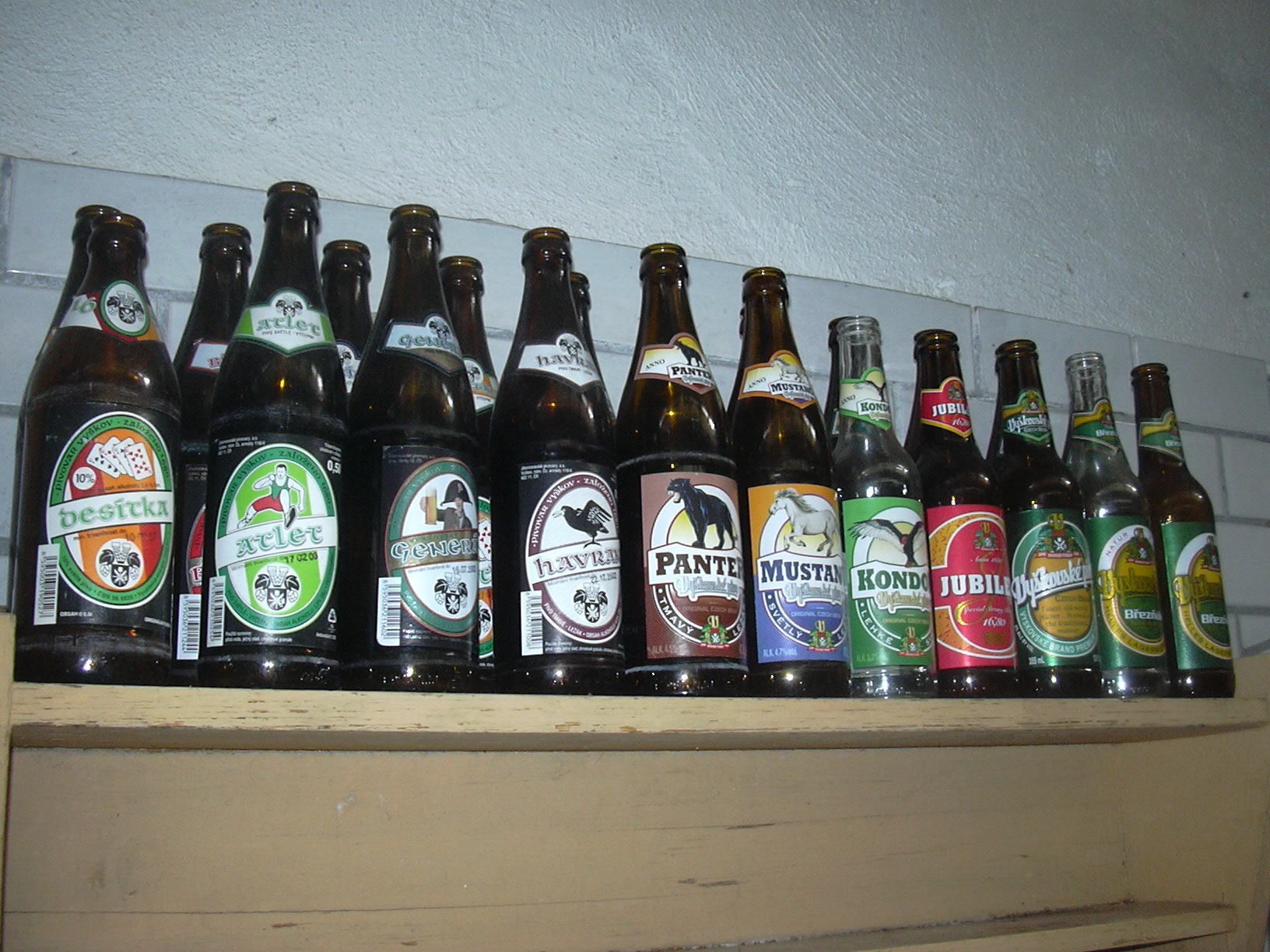
sbírka pivních druhů Vyškov

- Vyškovské pivo Atlet (3,3% vol.) světlé lehké pivo
- Vyškovské pivo Desítka (4,2% vol.) výčepní světlé pivo
- Vyškovské pivo Džbán (4,9% vol.) světlé pivo ležák
- Vyškovské pivo Řezák (4,5% vol.) polotmavé pivo ležák
- Vyškovské pivo Havran (4,5% vol.) tmavé pivo ležák
- Vyškovské pivo Březňák (5,2% vol.) světlý ležák Premium
- Vyškovské pivo Generál (6,0% vol.) světlé pivo speciál
- Alkostop (0,5% vol.) nealkoholické pivo

## Exportní pivo
Dále pivovar Vyškov vyrábí exportní pivo, které vyváží na Slovensko, do Maďarska, Německa, Švédska a Španělska i USA.
Expeduje je pod názvy:
- Bira (4,7% vol.) světlé pivo ležák
- Jubiler (7,5% vol.) světlé pivo speciál
- Exportní (5,0% vol.) exportní pivo pro americký trh
- Tunnel (4,9% vol.) tmavý ležák

Pro maďarský trh: Desítka, Generál, Kondor, Mamut, Mustang, Panter
Pro německý trh: Březňák